# Наусимедонт
Наусимедонт је у грчка грчкој митологији био еубејски принц.

## Митологија
Био је син Науплија, краља Еубеје и Паламедов и Еаков брат.
Неки извори наводе да, док је његов брат Паламед имао улогу навигатора на броду, Еак кормилара, сам Наусимедонт је био бродоградитељ или бродски дрводеља (тесар). Ова повезаност са морепловством је радије карактеристика његовог брата Паламеда, кога су неке традиције поистовећивале са морским божанством Палемоном. Помиње се више личности које би могле да буду његова мајка; Климена, Филира или Хесиона.